# Emulador GBA per a mòbil
És un emulador de molt ràpid i completament equipat per executar jocs de Game Boy Advance en la més àmplia gamma de dispositius Android, des de molts telèfons de gamma baixa a tauletes modernes. Emula gairebé tots els aspectes del maquinari real correctament. Aquest és, de lluny, l'únic emulador que admet l'emulació de cable d'enllaç amb la velocitat decent.

## Que és un emulador?
Un emulador de consola és un programa informàtic d'ordinador, o algun altre dispositiu de computació, que és el capaç d'emular una videoconsola, sigui casera o portàtil, de manera que el PC pugui ser utilitzat per jugar videojocs que van ser creats per una consola o desenvolupar jocs per a les mateixes. Moltes eines són utilitzades per a jocs existents altres idiomes, modificar jocs existents o desenvolupar jocs de demostració. Els emuladors de consola poden ser utilitzats a més entre consoles, fent que una consola de videojoc moderna pugui emular una més antiga.

## Funcionament del sistema dels roms
Els Emuladors executen "ROM", o el mar el contingut dels cartutxos, disquets o cintes Que es feien servir amb els Sistemes antics. Físicament al PC les ROM fill Arxius binaris Que es poden carregar a la memòria. És factible de, l'emulador. És Un Programa que fa les funcions d'una consola, per exemple La Game Boy Advance o una PDA, i la ROM és un arxiu que fa de cartutx, CD o cinta, per exemple "Mario Bros".
Anteriorment algunes ROM eren creades i eren capaços de ser emulades o "llegides" en diferents Emuladors. Poc després va ser aquest Sistema Caient en desús i amb la Ciència era actual més Difícil Construir Una Aplicació Que pogués llegir Diferents Fitxers Que es destinaven per aquest ús. Acabant amb la universalitat del ROM. Fins i tot moltes ROM d'avui dia, poden ser llegides En Una versió de l'ONU a emulador específic. Però ja no podria llegir-se i v carregar en una altra versió Més antiga i / o Recent del Mateix emulador.

## Altres maneres de fer-ho servir
Hi ha gent que vol aquesta aplicació perquè vol traduir alguns jocs, però també hi ha gent que li agrada crear jocs de zero anomenats hackroms. Tot amb la finalitat de que els jugadors tinguin una millor experiència de joc.